# Peepli Live
Peepli Live é um filme de drama indiano de 2010 dirigido e escrito por Anusha Rizvi. Foi selecionado como representante da Índia à edição do Oscar 2011, organizada pela Academia de Artes e Ciências Cinematográficas.

## Elenco
- Omkar Das Manikpuri - Natha
- Raghubir Yadav - Budhia
- Malaika Shenoy - Nandita Malik
- Nawazuddin Siddiqui - Rakesh
- Naseeruddin Shah - Saleem Kidwai
- Aamir Bashir - Vivek
- Anoop Trevedi - Thanedar Jugan